# Pierre-Emmanuel Paulis
Pierre-Emmanuel Paulis (Ferrières, 18 juli 1964) is een Belgisch docent in het Euro Space Center in Redu en striptekenaar. 

## Carrière
Paulis studeerde in 1988 af aan de École Supérieure des Arts Saint-Luc in Luik op het gebied van illustratie en striptekenen. In 1990 verkreeg hij zijn onderwijsbevoegdheid.
Tussen 1990 en 1995 was Paulis onderwijzer op het Collège Saint-Roch in Ferrières. Hierna was hij tekenleraar op het Institut du Sacré-Coeur in Barvaux en op het Institut Notre-Dame in Waremme.
In 1997 tekende Paulis het eerste album in de educatieve reeks Tania over een astronaute op scenario van Alain Mercier. Vanaf zijn tweede album in 2000 verzorgde hij ook het scenario. De verhalen werden gepubliceerd door Khani Editions, Coccinelle BD en de Euro Space Society.
In 2009 werd Paulis aangesteld als docent bij de Euro Space Society van de Belgische astronaut Dirk Frimout en is hij verantwoordelijk voor het organiseren van de Space Classes aan het Euro Space Center in Transinne.
In 2017 verscheen van zijn hand het boek Un Belge sur Mars. 
In 2019 verzorgde Paulis de teksten voor het album De verovering van de ruimte in de educatieve stripreeks De reportages van Lefranc. 
Paulis is betrokken bij tal van organisaties die ruimtevaart promoten en hij is onder meer voorzitter van de Mars Society Belgium.